# Hans ægteskab
Hans ægteskab er en amerikansk stumfilm fra 1917 af Julius Steger og Joseph A. Golden.

## Medvirkende
- Norma Talmadge som Flora Graham / Ruth Graham.
- Fred Esmelton som John Graham.
- Chester Barnett som Allen Hayes.
- John Charles som Frank Trevor.
- Sally Crute som Grace Benton.